# Березна (Хмільницький район)
Березна — село в Україні,  у Хмільницькій міській громаді Хмільницького району Вінницької області . Розташоване за шість кілометрів вище за течією Південного Бугу від Хмільника.

## Географія
Воно займає лівий та правий береги Бугу, найбільша частина — на лівому березі. Правобережна частина села підперта лісом, а лівобережна родючими чорноземами. Через лівобережну частину протікає річечка Домаха, з якої загачено чималий ставок. Сама річечка є притокою Південного Бугу.

## Історія
1 вересня 1444 року Теодорик Бучацький записує Нижню Березну за 50 гривень шляхтичу Яну Фіоль-де-Конаріову.
9 червня 1944 року о 15 год. поблизу села на галявині лісу загін Української Повстанської Армії чисельністю до 150 чол. палив вогнища, сушив одяг. Для його ліквідації вислано загін залізничного батальйону внутрішніх військ НКВС чисельністю 80 чол. і 189-батальйон чисельністю 60 чол.
12 червня 2020 року, відповідно до Розпорядження Кабінету Міністрів України № 707-р, «Про визначення адміністративних центрів та затвердження територій територіальних громад Вінницької області», увійшло до складу Хмільницької міської громади.
19 липня 2020 року, в результаті адміністративно-територіальної реформи і ліквідації колишнього Хмільницького району, село увійшло до складу новоутвореного Хмільницького району.

## Відомі люди
- Майданевич Юлія Петрівна — український економіст. Доктор економічних наук